# Anomala planelytra
Anomala planelytra är en skalbaggsart som beskrevs av Renaud Maurice Adrien Paulian 1959. Anomala planelytra ingår i släktet Anomala och familjen Rutelidae. Inga underarter finns listade i Catalogue of Life.